# StyleXP
StyleXP是一個設計用來修改Windows XP用戶界面的電腦程式，到版本3.19為止可修改主題、瀏覽器列、背景、登入畫面、圖示、開機畫面、透明度、指標與螢幕保護程式。

## 歷史
由TGTSoft創作，StyleXP是其中一個像Stardock的WindowBlinds與Object Desktop等可供選擇的更改外殼程式之一。

## 如何運作
StyleXP會修改一個名為uxtheme.dll的DLL檔案，Uxtheme.dll預設禁止用戶安裝未經微軟數位簽署的主題，透過修改這個DLL檔StyleXP可以安裝未經數位簽署主題。該程序的早期版本會修改硬盤上的uxtheme.dll檔，而新版會在記憶體上實行。

## 流行
該程式的流行度在近幾年有所提升，同時有數個提供免費外殼予公眾的網站設立。該些外殼在一個讓用戶不需購買StyleXP來使用它們，經修改過的uxtheme動態連結庫發佈後更加流行。

## 外部連結
- StyleXP官方網頁
- deviantART上的Visual Style存庫 （页面存档备份，存于）
- Belchfire.net的主題庫